# Alamo (Dakota du Nord)
Pour les articles homonymes, voir Alamo.
La ville d’Alamo est située dans le comté de Williams, dans l’État du Dakota du Nord, aux États-Unis. Sa population, qui s’élevait à 57 habitants lors du recensement de 2010, est estimée à 73 habitants en 2018.

## Histoire
Alamo a été fondée en 1916.

## Démographie
| 1930 | 1940 | 1950 | 1960 | 1970 | 1980 |
| ---- | ---- | ---- | ---- | ---- | ---- |
| 211  | 214  | 192  | 182  | 124  | 122  |

| 1990 | 2000 | 2010 | - | - | - |
| ---- | ---- | ---- | - | - | - |
| 69   | 51   | 57   | - | - | - |

## Source
- (en) Cet article est partiellement ou en totalité issu de l’article de Wikipédia en anglais intitulé « Alamo, North Dakota » (voir la liste des auteurs).

1. ↑  (en) « Population and Housing Unit Estimates » (consulté le 22 septembre 2019)
2. ↑  (en) Bureau du recensement des États-Unis, « Census of Population and Housing » (consulté le 7 septembre 2013)
3. ↑  (en) « Population Estimates », Bureau du recensement des États-Unis (consulté le 22 septembre 2019)
4. ↑  (en) « Statistiques des États-Unis - Dakota du nord - Profils des comtés de 2010 » (consulté en juin 2021)